# Cryptocephalus moraei
Cryptocephalus moraei је врста тврдокрилца из породице буба листара (Chrysomelidae).
Инсект је дуг 3–5 mm. Доминантна боја је сјајноцрна, али има жуте (понекад наранџасте) шаре по глави и покрилцима. Прилично је варијабилан. Храни се биљкама из рода Hypericum.
Одрасли су активни од маја до јула.
Налази из Србије су малобројни, већином су из низије. Присутан је у безмало целој Европи.